# Агван-Хайдав
Агван-Хайдав (монг. Агваанхайдав; полное имя тиб. ངག་དབང་བློ་བཟང་མཁས་གྲུབ་, Вайли ngag-dbang blo-bzang mkhas-grub; 1779, Цин, Внешняя Монголия, Тушэту-ханский аймак — 14 июня 1838, Цин, Внешняя Монголия, Урга) — один из крупнейших монгольских религиозных деятелей XIX века, философ и писатель, основатель обновленческого движения в монгольском буддизме.

## Биография
Агван-Хайдав родился во второй лунный месяц 1779 года в семье арата Лувсана в местности Мандал неподалёку от горы Богд-Хан-Уул на территории Дархан-Чинванского хошуна Тушэту-ханского аймака (ныне сомон Алтанбулаг аймака Туве). С детства поступив в монахи, учился в дацане Дашчойнпэл в Их-Хурэ и в монастыре Барун-Дзу, а затем продолжил образование в Тибете. Получив от Далай-ламы VIII обеты гецула, поступил в Гоман-дацан монастыря Дрепунг, который закончил со званием геше-рабджампы. Главным своим учителем Агван-Хайдав считал Ретинга Ринпоче II Лобсанга Еше Тенпа Рабгье. Проведя в Тибете в общей сложности 15 лет, сразу же после окончания обучения и защиты звания по вызову Богдо-гэгэна IV с одобрения Далай-ламы вернулся в Монголию.
В столице Агван-Хайдав получил звание цорджи-ламы Их-Хурэ. Впоследствии стал дэд-хамбо, а затем, удостоившись титула номун-хана, возглавил духовенство Их-Хурэ, и занимал эту должность вплоть до своей смерти в 1838 году. Проживал в столичном квартале Жидор («Хеваджра»), благодаря чему был известен как Жидор-хамбо (тиб. ཀྱེ་རྡོར་མཁན་པོ, Вайли kye-rdor mkhan-po). При нём началось строительство монастыря Гандантэгченлин как новой столичной резиденции Богдо-гэгэна. Агван-Хайдав был наставником таких видных монгольских буддийских деятелей XIX века, как Агван-Балдан, Агвандорж и Шижээ. Скончался 22 числа 4-го лунного месяца (14 июня) 1838 года.

## Влияние и наследие
Стал основоположником обновленческого движения в монгольском буддизме, равно как и автором самого этого термина (монг. шинэтгэл — «обновление»). Агван-Хайдав первым выступил с обличением пороков современного ему монгольского духовенства. Его сочинения, в частности, «Послание ко всем буддам и бодхисаттвам, непобедимым святым покровителям» бичевало невежество, стяжательство, разврат в среде не только низших, но и высших слоев лам, в том числе лам-перерожденцев, требовало возврата к первоначальной чистоте буддизма. Сформулированные Агван-Хайдавом требования «обновления» монгольского буддийского быта стали частью идеологии национального просветительства и смогли быть реализованы лишь в начале XX века: перевод тибетской религиозной литературы на монгольский язык, введение преподавания религиозных и светских дисциплин в монастырских школах на монгольском языке, отстранение высшего ламства от участия в мирских и государственных делах.
Собрание сочинений (сумбум) Агван-Хайдава, изданное в Урге, составляет 5 томов, состоящих из 118 больших и малых произведений самых разных жанров. Среди самых известных его художественных произведений дидактической направленности — «Разговор овцы, козы и быка», а также «Диспут с длинноволосым пандитой Цэрэнпилом», в котором автор-повествователь проигрывает в религиозном споре живущему у него щенку. Эти сочинения он подписывал «псевдонимом» «Вагиндра Патусиддхи», который фактически является переводом его тибетского имени на санскрит. Острое перо Агван-Хайдава современники сравнивали с «искрой ваджры, выжигающей ядовитые зубья мошенников». Также он был автором ряда публицистических и критических статей, его интересовали проблемы теории литературы.

## Переводы на русский язык
- Агванхайдав. Повесть о сознании, вершашем дела других: Зерцало, являющее безумную пляску — беседу тела, души и существа // Буддийские и добуддийские тексты Монголии (XIII–XIX вв.): антология буддийской мысли / Пер. с тиб. А. Д. Цендина. — М.: Наука — Вост. лит., 2023. — С. 426–439.

- Агван-Хайдав. Избранные сочинения / Пер. с тиб., вст. статья и комм. С. Ю. Куваева. — Косья: Местная буддийская религиозная организация «Путь Будды», 2024. — 448 с. — 400 экз. — ISBN 978-5-6045093-1-9.